# リュック・ムレ
リュック・ムレ（Luc Moullet、1937年10月14日 - ）は、フランスの映画監督、脚本家、映画プロデューサーである。リュック・ムーレとも。ヌーヴェルヴァーグの映画作家である。

## 来歴・人物
1937年10月14日、パリに生まれる。弟はジャン＝リュック・ゴダール監督作『カラビニエ』(1963年)にミケランジュ役で出演した弟アルベール・ジュロス（その後、本名パトリス・ムレの名で活動し、短編および長編デビュー作以後の多くの作品に出演し、劇伴音楽の作曲をしている）。のちに1968年、パトリスと、同作でクレオパトル役のカトリーヌ・リベイロとともに、ロック・バンド「アルプス」を組んでいる。
『カイエ・デュ・シネマ』誌の批評家としてデビューし（1956年）、そして1960年には最初の短編映画『焼け過ぎのステーキ』で演出家へと素早く転出した。2本の短編をつづけて撮り、1966年には初の長編映画『ブリジットとブリジット』を撮った。デビューから今日まで、ムレは30本の作品を撮り、かなりの数の短編を撮った。その全体が、笑いもバーレスクもなく切り取る、というひとつの特異な作品を構成している。
ムレは、その長編デビュー作『ブリジットとブリジット』がゴダールに「真に革命的な映画」と讃えられ、ジャン＝マリー・ストローブには「ブニュエルとタチの両方を継承する」とまで言われたヌーヴェルヴァーグの作家であるが、ただの1本たりとも日本で劇場公開されたものはない。『ブリジットとブリジット』『カップルの解剖学』等がホール上映される機会があったのみである。『ブリジットとブリジット』には、クロード・メルキがジャン＝ダニエル・ポレ『酔っぱらってりゃ…』（1957年）とおなじ「レオン」役で出演しており、クロード・シャブロル、サミュエル・フラー、エリック・ロメールら映画監督がそれぞれ役をもって出演している。『ビリー・ザ・キッドの冒険』はジャン＝ピエール・レオ主演の西部劇であり、編集は『ママと娼婦』（1973年）の監督ジャン・ユスターシュであった。日本で本格的に紹介されるべき、知られざる作家のひとりである。
プロデューサーとして、マルグリット・デュラスの監督作『ナタリー・グランジェ』（1972年）などを製作した。

## フィルモグラフィー
- 『焼け過ぎのステーキ』 Un steak trop cuit 1960年 短編
- Terres noires 1961年 短編
- Capito ? 1962年 短編
- 『ブリジットとブリジット』 Brigitte et Brigitte 1966年 ※長編デビュー作
- Les contrebandières 1967年
- 『ビリー・ザ・キッドの冒険』 Une aventure de Billy le Kid 1971年
- 『カップルの解剖学』 Anatomie d'un rapport 1975年
- Genèse d'un repas 1978年 - 第29回ベルリン国際映画祭ニューシネマフォーラム部門インターフィルム賞 （1979年）
- Ma première brasse 1981年
- Introduction 1982年
- Les Minutes d'un faiseur de film 1983年
- Les Havres 1983年
- Barres 1984年
- L'Empire de Médor 1986年
- La Valse des médias 1987年
- La Comédie du travail 1987年 - ジャン・ヴィゴ賞 （1988年）
- Essai d'ouverture 1988年
- Les Sièges de l'Alcazar 1989年
- La Sept selon Jean et Luc 1990年
- AERROPORRRT D'ORRRRLY 1990年
- Cabale des oursins 1991年
- Parpaillon 1993年
- Foix 1994年
- Toujours plus 1994年
- Imphy 1995年
- Le Ventre de l'Amérique 1996年
- L'Odyssée du 16/9ème 1996年
- Le Fantôme de Longstaff 1996年
- Nous sommes tous des cafards 1997年
- ...Au champ d'honneur 1998年
- Le Système Zsygmondy 2000年 - 第54回カンヌ国際映画祭コダック短篇映画賞 （2001年）
- Les Naufragés de la D17 2002年
- Le prestige de la mort 2006年
- La Seule Solution 2006年
- Le litre de lait 2006年
- La terre de la folie 2009年

## 関連文献
- Essai d'ouverture - 映像あり
- Genèse d'un repas - 映像あり